# NBA Europe Live Tour
NBA Europe Live Tour košarkaški je događaj koji se održava od 2006. godine. U ovim utakmicama susreću se klubovi iz NBA lige i klubovi iz Eurolige.

## Povijest
- 2006. Philadelphia 76ersi osvojili su ovo natjecanje, a CSKA Moskva bila je poražena momčad finala.
- 2007. događaj je preoblikovan na način da se samo igraju prijateljske utakmice između dviju momčadi različitih liga.
- 2008. nastupile su samo NBA momčadi zbog toga što je Euroliga zabranila nastup svojim momčadima.